# Bartloses Nagelbecherchen
Das Bartlose Nagelbecherchen (Hymenoscyphus imberbis) ist eine Pilzart aus der Familie der Helotiaceae.

## Merkmale

### Makroskopische Merkmale
Die Fruchtkörper sind scheiben- bis flach becherförmig mit kurzen, aber deutlichen Stielchen und werden 2 bis 4 mm groß und mit einer weichlich-wachsartigen Konsistenz. Ihre Farbe ist im jungen Zustand immer fahlgelb bis wässrig-gelblich, tendiert aber im Alter zu ocker.

### Mikroskopische Merkmale
Die Sporen sind hyalin, glatt, unseptiert, länglich bis elliptisch und werden 9,5 bis 12 × 2,5 bis 4 μm groß. Die Asci sind zylindrisch-keulig und messen 60 bis 80 × 5,5 bis 7 μm. Die Paraphysen sind fädig und teilweise verzweigt. Im Gegensatz zu anderen Arten der Gattung färbt sich der Ascus-Porus in Lugol fast nicht blau bzw. violett.

Das Excipulum ist typisch für die Nagelbecherchen aus parallel liegenden, in spitzen Winkel zur Oberfläche liegenden Hyphen aufgebaut.

## Ökologie
Die Art wächst saprobiontisch an Totholz von Laubbäumen, vor allem an Erle und Birke und ist deshalb besonders in Feuchtgebieten regelmäßig anzutreffen.
Das Nagelbecherchen ist im Frühjahr zu finden und nicht selten.